# Zenodotos (Schüler des Proklos)
Zenodotos war ein spätantiker neuplatonischer Philosoph, der im späten 5. Jahrhundert in Athen lebte.
Zenodotos ist nur aus einer Erwähnung in der Bibliothek des byzantinischen Gelehrten Photios (9. Jahrhundert) bekannt. Photios stützte sich auf die nur in Fragmenten erhaltene Lebensbeschreibung des neuplatonischen Philosophen Isidor, die dessen Schüler Damaskios zwischen 517 und 526 verfasst hatte. Seinen Angaben zufolge war Zenodotos an der neuplatonischen Schule in Athen, welche die Tradition der Platonischen Akademie fortsetzte, einer der Philosophielehrer des Damaskios. Zenodotos war ein Schüler des berühmten Philosophen Proklos, der die neuplatonische Schule bis zu seinem Tod im Jahr 485 leitete. Photios (bzw. Damaskios) berichtet, dass Proklos große Hoffnungen auf Zenodotos setzte. Proklos’ Nachfolger als Schuloberhaupt wurde jedoch nicht Zenodotos, sondern Marinos von Neapolis. Photios behauptet, Zenodotos sei ebenfalls Schulleiter geworden, entweder als Kollege und Stellvertreter des Marinos oder als dessen Nachfolger (die Formulierung ist unklar). Einer modernen Hypothese zufolge wurde Zenodotos erst später Schuloberhaupt, nämlich als Nachfolger Isidors und Vorgänger des Damaskios, des letzten Schuloberhaupts. Für diese Annahme gibt es jedoch keinen Beleg, und ob Zenodotos überhaupt jemals die Schule geleitet hat, ist strittig.